# Planet Survival
Uninhabited Planet Survive (無人惑星サヴァイヴ, Mujin Wakusei Savaivu), mais conhecido no Brasil como Planet Survival, às vezes traduzido de forma incorreta para Desert Planet Survive, é um anime de ficção científica composto por 52 episódios que foram ao ar no Japão pela NHK entre os dias 16 de outubro de 2003 e 23 de outubro de 2004. Foi exibido no Brasil pelo canal Animax. Também sendo transmitido pela Sony Spin. A série foi produzida pela Telecom Animation Film e pela Madhouse Production.

## História
Planet Survival se passa no século XXII e conta a história sobre 7 estudantes e 1 gata robô. Luna, Sharla, Menoli, Howard, Bell, Shingo, Kaoru e Chako estão em uma era onde os humanos vivem em colônias espaciais e têm uma tecnologia muito avançada, mas a natureza agora só existe nos livros. Um certo dia a escola destes estudantes decide fazer uma excursão ao espaço, mas acabam acontecendo imprevistos e estes acabam por parar em um planeta desconhecido e belo, repleto de perigos. Agora, eles precisam fazer de tudo para sobreviver e voltar para a colônia. Alguns segredos marcantes serão revelados no decorrer da trama, como o passado do planeta.

## Personagens
- Luna: Luna é a personagem principal do desenho, tem 14 anos, sua mãe morreu quando tinha seis anos e o seu pai morreu dois anos depois em um acidente na colônia de Marte tentando lhe salvar. Desde então, ela tem crescido com sua gata robô Chako. As últimas palavras de seu pai foram "Viva, não importando o quão difícil seja a situação" e a tornaram uma garota muito forte, que não desiste jamais. Mesmo sentindo saudade dos pais, Luna é movida por um intenso desejo de sobreviver, e seu sonho é se tornar, assim como seu pai, uma colonizadora (pessoa que dá início ao processo de colonização em outros planetas onde não é possível haver vida). Sua personalidade é muito simpática e ousada, sendo a personagem mais equilibrada da série. Depois de algum tempo, ela ganha misteriosos poderes que permitem a ela ativar a tecnologia daquele planeta. Nos episódios finais demonstra um certo amor oculto por Kaoru, assim como ele gosta dela. Depois que cresce, se torna colonizadora.

- Sharla: Sharla é uma garota muito tímida e sem amigos na escola, mas isso muda depois que ela conhece Luna e as duas se tornam boas amigas. Ela adora contos de fada, gosta de escrever e dar nome às coisas, mas isso acaba tornando-a extremamente introvertida. Sharla sofre uma gradativa transformação no decorrer da série, de uma pessoa muito fraca, e que desiste ao primeiro sinal de problema, para uma pessoa emocionalmente muito forte, já inclusive lutando contra um dos invasores do planeta. Ela também é sempre encarregada de nomear tudo de novo que o grupo acha no planeta. Se torna uma escritora depois que cresce. No início sente um fraco por Bell, mas depois de uma tempestade de areia em que foram sugados e Howard a salvou, demonstra sentir algo por Howard e ele por Sharla.

- Howard: Howard é filho de um importante homem na colônia onde eles vivem, o que o torna muito rico e muito convencido. Sendo uma pessoa extremamente mimada, Howard gosta de tirar proveito dos outros sem nem ao menos se importar com isso, mas foge ao primeiro sinal de problema. Covarde e narcisista, ele é o membro mais encrenqueiro do grupo, constantemente criando confusões e discussões, e também não se prova útil para quase nada, mas é muito engraçado e consegue fazer as pessoas ao seu redor rirem quando acaba bancando o palhaço, mesmo que não tenha a intenção. Porém, Howard nunca teve amigos de verdade, tudo o que tinha em sua colônia eram "seguidores", o que incluía Bell, e que faziam tudo que ele mandava sem hesitar apenas para cair em suas graças, mas, ao se ver perdido em um planeta deserto, Howard acaba encontrando a verdadeira amizade em seus companheiros, e evolui de uma pessoa mesquinha para uma pessoa muito caridosa, mesmo que sua atitude continue banal. Ele está sempre se metendo em encrencas e sempre gritando papai quando algo perigoso surge. Desde o início da série sente uma atração por Menoli, mas no final percebe-se que Howard começa a gostar de Sharla, Sharla aparentemente sente a mesma coisa por ele. Se torna ator depois que cresce.

- Bell: Bell é o filho de um colonizador, assim como Luna, e seu planeta natal é Plutão. Bell sofre de um grave problema de falta de confiança, e na colônia, costumava ser constantemente maltratado e humilhado por Howard, apesar disso, ele possui um grande coração. Bell é uma verdadeira ajuda no grupo, ele sabe como sobreviver mesmo em situações muito difíceis, se importa com todos e geralmente faz o trabalho pesado. Devido sua atitude fraca, ele sempre se esforça muito para agradar a todos, de vez em quando até se metendo em apuros para socorrer algum dos colegas necessitados, e está sempre querendo ajudar sem exigir reconhecimento. Graças a Luna, Bell consegue se tornar muito mais confiante em si mesmo, e deixa de ser a figura boba que sempre foi, desafiando Howard depois de algum tempo. Gosta de Luna, tanto que pediu que ela se casasse com ele ao dizer que queria ser a família dela.

- Menoli Visconti: Menoli é descendente de uma família muito rígida e tradicional. Ensinada desde cedo a nunca demonstrar seus sentimentos, ela foi criada para ser uma líder, e guiar pessoas que se desesperam facilmente, através de calma e calculismo. Porém, isso torna sua atitude muito fria, e exageradamente racional, de modo que ela sempre visa o bem maior, o que nem sempre agrada a maioria de seus companheiros. Porém, ela tem de se mostrar verdadeiramente útil para o grupo, e não consegue fazer isso apenas dando direções, o que a obriga a deixar de lado sua educação e começar a trabalhar, ao invés de apenas mandar. Graças à sua atitude, Menoli acaba perdendo o cargo de liderança para Luna, o que a deixa muito incomodada no começo, mas isso vai acabando conforme o desenrolar da série. Seu objeto mais estimado é o seu violino, que ela guarda com muito cuidado e dedicação, mas que, numa prova de boa vontade, acaba deixando com Adam no final. Parece gostar de Howard.

- Shingo: Shingo é um gênio, tão brilhante que ele avançou o curso, sendo dois anos mais novo que os seus demais companheiros. Perito em eletrônica, Shingo não é muito forte ou experiente como Bell e Kaoru, mas é extremamente criativo na hora de criar coisas que facilitam a vida de seus companheiros, sendo o responsável (junto com Chako) pela esquematização da Casa Comunitária onde eles vivem, a criação de seu sistema de suprição de água, e o barco Orion. Shingo também passa a maior parte do tempo tentando consertar o comunicador quebrado do módulo de fuga com o qual eles aterrissaram, e sempre está no comando de qualquer descoberta tecnológica que eles façam, junto com Chako. O desespero e ansiedade de Shingo em tentar consertar o comunicador e mandar um sinal de socorro se deve à sua grande vontade de voltar para casa, sentindo muitas saudades dos pais e dos irmãos, por isso, sempre carregando uma foto que o motiva. Porém, Shingo a maioria das vezes acaba se mostrando indeciso e fraco, provando que, por maior ajuda que seja, não conseguiria sobreviver sozinho, seu sonho é ser um mecânico e acaba se entendendo muito bem com Sr. Porto que o ensina muitas coisas.

- Kaoru: Kaoru é muito solitário e independente, ele está sempre afastado do grupo e não costuma falar muito, porém, é o caçador da equipe, sempre se dedicando para fazer sua parte, e trazer comida para os outros, e também inventa ferramentas muito úteis, como facas e lanças com pontas de pedra afiada, serras feita a partir de placas de metal, um anzol feito de osso, e até uma armadilha para peixes. Kaoru, na verdade, foi educado em uma escola destinada a criar pilotos, mas sempre era o segundo da turma, sendo superado em todas as provas por um garoto chamado Louis (Luí). Louis era simpático, diferente dele, e aparentava não se esforçar em provas muito difíceis. Um dia, durante uma sessão de treinamento, Kaoru e Louis acabaram sendo selecionados para pilotarem uma nave juntos, mas uma chuva de meteoritos imprevista acontece, não conseguindo evitá-la, Louis se oferece para pilotar a nave, mas Kaoru exige que o deixe pilotar, afirmando que na situação real, se sairia melhor que seu oponente, é aí que o pior acontece. Um dos meteoritos acaba acertando a nave, despressurizando-a, e criando uma forte sucção que arranca Louis da cadeira, felizmente, Kaoru consegue segurá-lo, vendo que Kaoru não aguntava segura-lo por muito tempo, solta a mão de Kaoru, mas antes de morrer, o garoto lhe confia seu sonho de se tornar um piloto. O rumor de que Kaoru havia soltado a mão de Louis de propósito para tirá-lo de seu caminho circula na academia, e Kaoru acaba desistindo, mas sendo constantemente assombrado pela ideia de que talvez, inconscientemente, realmente tenha largado de propósito. Apesar de não mostrar normalmente, Kaoru se preocupa com todos no grupo, e está sempre tentando se mostrar forte por eles. Quase no final do anime Kaoru demontra um grande sentimento por Luna, este um pouco mais explícito. Começou a sentir amor por Luna a partir do episódio em que ele enfrentou um lagarto para salvar Luna (13). Em um dos episódios (40), mostra ter ciúmes de Luna e de Bell, quando Howard descobriu o amor que Bell sente por ela e fica triste quando Luna diz também gostar do Bell, mas apenas para confortá-lo. Ninguém do grupo percebe o sentimento forte entre os dois. Ambos no penúltimo episódio parecem mais unidos, já que Kaoru, entre todos do grupo, só consegue se abrir com Luna.

- Chako: Chako é o robô de estimação de Luna, em forma de gato e parecendo ter saído de um dos desenhos do Sonic, não deveria estar na excursão na qual o grupo se perdeu, mas acabou indo de penetra se escondendo na mochila de Luna. Chako foi abandonada pelo seu primeiro dono, e renunciou seu antigo nome, quando estava prestes a ser destruída, o pai de Luna a resgatou, limpou, consertou e a preparou especialmente para Luna, que havia perdido a mãe há pouco tempo. No início, Luna a rejeitou, e Chako acabou indo embora, mas retornou, não tendo lugar para onde ir, é então que ela e Luna se entendem e se tornam boas amigas. Chako é verdadeiramente útil, é quase tão inteligente quanto Shingo, analisa e se adapta muito facilmente a diferentes situações, consegue se conectar a diversos tipos de aparelho, possui um sensor com o qual analisa a saúde das pessoas, consegue dizer o que é comestível e o que não é, além disso, seus sistemas permitem que ela dê uma maior precisão na construção de coisas como a Casa Comunitária e o Orion, e seu tanque de hidrogênio recarrega facilmente com o açúcar ingerido de frutas. Além de todas essas funções, Chako é uma boa amiga e conselheira. Ela está sempre implicando e brigando com Howard.

- Adam: Adam é a criança alienígena que o grupo encontra nas antigas ruínas (que na verdade eram uma nave) em estado de sono criogênico. Ele é descendente dos habitantes originais do planeta em que o grupo está preso, mas devido sua consideradamente longa hibernação, ele perdeu a memória. Ele é inteligente e aprende rapidamente o idioma humano (o japonês, no caso), possui uma forte conexão com Luna, a qual acaba se mostrando uma figura quase materna para ele. É capaz de se comunicar telepaticamente com ela a certa distância através de nanomáquinas em seu corpo, também mostra um estranho interesse por Menori. Apesar de tudo, ele é uma criança, e age como tal.

- Polvo: Seu verdadeiro nome é Tswarkum, mas como a pronúncia é muito difícil, foi apelidado de Polvo. Polvo é um robô parecido com Chako, mas possui uma forma muito estranha, com tentáculos, uma cabeça bem grande e um parafuso no meio da testa. Encontrado dentro da nave do computador Sobrevivência, ele foi encarregado de proteger uma área segura onde os ancestrais de Adam costumavam ficar para tentar combater as máquinas rebeladas. Polvo possui sistemas bem parecidos com o de Chako, e apesar de ser inteligente, age de uma forma muito boba.

- Sr. Porto: Porto (na versão original Polt) é um velho mecânico que caiu por acidente no planeta, mas ajuda o grupo durante uma situação bem difícil com criminosos de uma prisão em outro planeta. Seu filho embarcou numa nave depois de discutir com ele, e a nave acabou explodindo, deixando vários corpos perdidos, desde então, Porto tem procurado por ele em todos os planetas, na esperança de que ainda esteja vivo, e acabou se juntando à tripulação da nave de carga Orion. Porto acaba se tornando amigo do grupo, especialmente de Shingo, com o qual ele compartilha o interesse pela construção e conserto de equipamentos tecnológicos. Infelizmente, um pouco antes do grupo ir em direção ao continente, Porto morre devido ha uma doença espacial, eles o enterram ao pé da Arvore Imponente, e Shingo promete se tornar um excelente mecânico.

- Pagu: Pagu (na versão original Pague), é uma das criaturas que vivem no planeta. Ele parece uma estranha mistura de elefante, com tamanduá (o que inclui a língua), chifres de bode e dentes de castor. Mesmo não parecendo, ele é um animal razoavelmente inteligente que vem a ser útil em certos momentos da série também e muito docil o que faz Adam gostar muito dele.

- Louis: Apesar de Kaoru odia-lo, Louis sempre sentia vontade de ser um amigo de Kaoru. Mas Kaoru não ligava para isso, ele achava que o Louis era perfeito em tudo e por isso o odiava. Kaoru dizia que ele matou Louis, mas isso não é verdade. Louis queria que Kaoru sobrevivesse não importasse as circunstâncias. Nesse momento, não foi o Kaoru que deixou a mão de Louis escapar ou ele soltou de propósito. Foi o Louis que soltou a mão de Kaoru. Louis percebeu que Kaoru não teria condições de salvá-lo. Então, Louis fez um último pedido a Kaoru lhe pedindo para viver. Acreditava que Kaoru seria um astronauta para realizar o sonho dele. Louis está morto e aparece só em alguns episódios do animê.

- Sobrevivência: Um super computador encontrado no continente comanda uma aeronave que pode salvar a luna e os seus amigos, no começo sendo assim que o grupo o considerava do mal o sobrevivência provou que só queria salvar o planeta e juntou-se ao grupo para ajudá-lo a preservar o planeta por que todos amavam aquele planeta desconhecido. No que no último episódio, ao ver que Luna iria morrer, deu sua vida e salvou a dela.

- Zangões: Os sentinelas do sobrevivência, ajudam a impedir intrusos, assoar os alertas e consertar erros nos boots da aeronave, quando se juntam ao grupo da Luna se tornam grandes aliados, comandados pelo sobrevivência.

## Guia de episodios
01 - Luna, a nova aluna
02 - Para o mar espacial
03 - O verdadeiro vento, o verdadeiro mar
04 - O que o destino nos reserva?
05 - Sharla, não desista!
06 - Não se trata de uma brincadeira
07 - Começamos a dar os primeiros passos
08 - O que precisamos para sobreviver
09 - Vamos conseguir tocar adiante
10 - Vamos construir uma casa
11 - Doce Melodia
12 - A Casa Comunitária
13 - Você não está sozinho
14 - Ouvi uma voz
15 - Tudo é grande nessa floresta
16 - Quero voltar para casa também
17 - O céu sempre azul no seu coração
18 - Esta é a Floresta do Leste!?
19 - Por favor… Cuidem desse menino…
20 - Adam
21 - O inverno está chegando
22 - Não quero dizer adeus
23 - O Esclarecimento
24 - Quem é você?
25 - Para o Futuro
26 - Por Favor, Respondam
27 - Eles não desistem
28 - É Para Todos Nós
29 - Finalmente é a minha vez
30 - O que vamos fazer?
31 - Eu sei que vamos conseguir
32 - Urgente!!
33 - Decolar
34 - Pro Continente?!
35 - Não temos todas as ferramentas
36 - Um amigo muito importante
37 - Chega de reclamar
38 - Não vou desistir
39 - O segredo da Luna
40 - Finalmente conseguimos
41 - Por isso temos que ir
42 - Poder misterioso
43 - Voltaremos juntos para a Colônia
44 - O Howard me salvou
45 - Papai! Mamãe!
46 - Sentimos sua falta
47 - Vamos começar!
48 - Os dois estão fora de si
49 - O destino do planeta
50 - Porque amamos este planeta
51 - Não vamos morrer lá
52 - De volta para o grupo (episódio final)

## Musicas tema
Abertura
Bokura no Message (僕らのメッセージ, "Nossa Mensagem") por Kiroro
Encerramento
Sunny Side Hill por ROUND TABLE ("O Monte do Lado Ensolarado") com a participação de Nino